# مدرسه بلمونت اینترمدیت
مدرسه بلمونت اینترمدیت (انگلیسی: Belmont Intermediate School) یک مدرسه متوسطه دولتی است که در بلمونت در ساحل شمالی آوکلند، نیوزیلند واقع شده‌است. این مدرسه در سال ۱۹۵۷ تأسیس شد.